# Fara v Lounech
Fara v Lounech je barokní budova ze začátku 18. století. Stojí v ulici Beneše z Loun naproti hlavnímu vchodu do kostela svatého Mikuláše a má popisné číslo 136. Je součástí lounské městské památkové zóny a sídlem úřadu Římskokatolické farnosti – děkanství Louny. Statut chráněné kulturní památky získala budova před rokem 1988.

## Historie
Lounský kostel byl farním zřejmě už v poslední čtvrtině 13. století. V jeho bezprostřední blízkosti se nacházela fara, sídlo duchovní správy. Stávala v sousedství stávající fary na místě domu čp. 137.
Se stavbou nového sídla duchovní správy se začalo 25. ledna 1704, kdy dva vězňové začali kopat základy. Od 6. dubna téhož roku pracovali na stavbě tovaryši místního měšťana a staršího cechu zedníků Dominika Rigona. Budova včetně kaplanky byla dokončena 10. července 1707. Město na ni vynaložilo 4332 zlatých a 19 krejcarů.
Rigon (1652–1728) skutečně stavěl "na zeleném drnu", protože v roce 1708 prodalo město starou faru jednomu z měšťanů. Tento architekt, který pocházel z Mandrie u Padovy, v Lounech ještě v roce 1713 stavěl nový mlýn. Rigon kromě toho prováděl v 90. letech 17. století barokní přestavbu zámku v Měcholupech.

## Stavební podoba

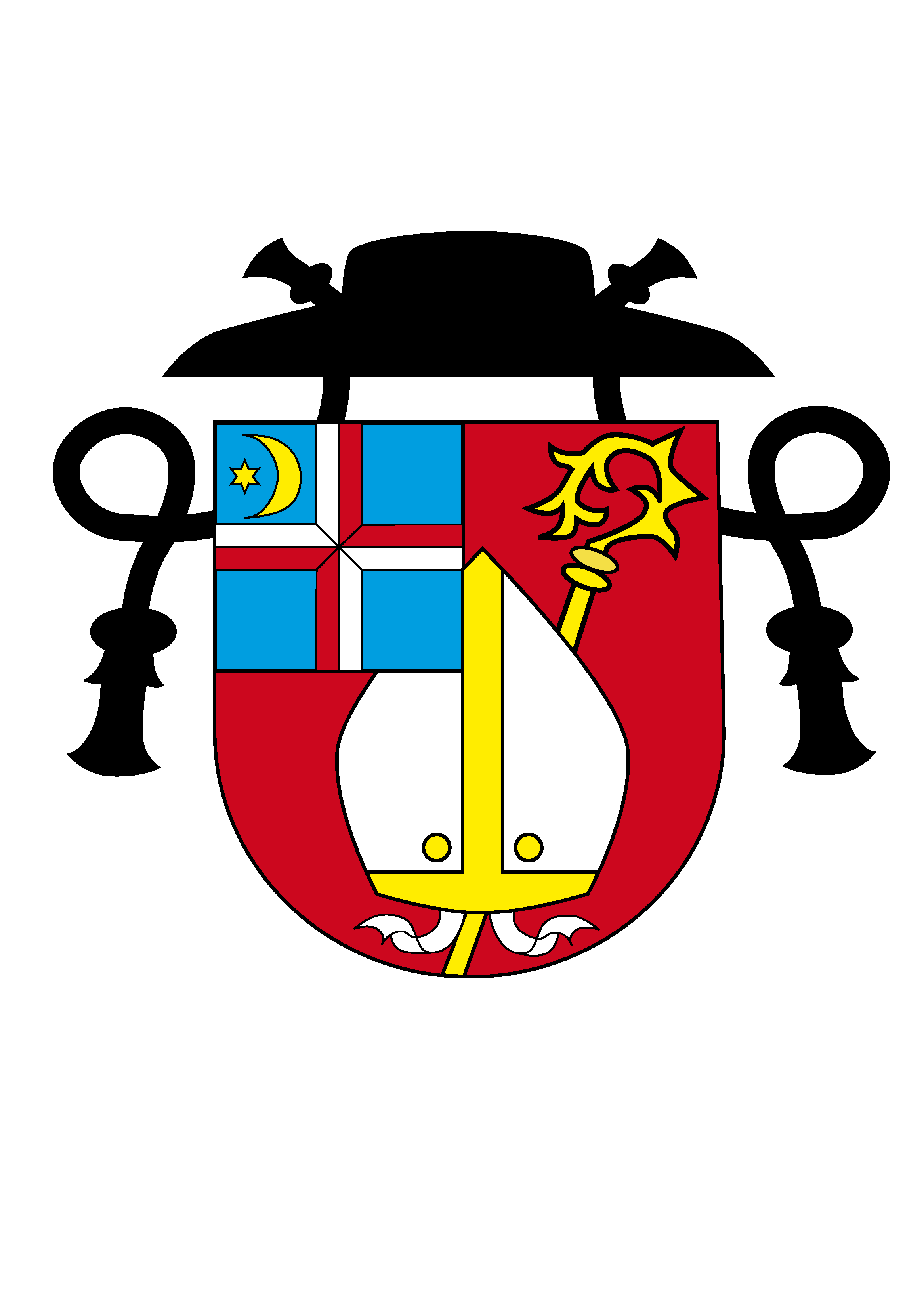
Znak lounské farnosti

Sídlo lounského děkanství je jednopatrová nárožní budova na křížení ulic Beneše z Loun a České. Čelní i boční fasády člení pilastry, přízemí je od patra odděleno kordonovou římsou. Na čelní fasádě se vedle sebe nacházejí vstupní portál a vchod do vjezdu. Vstupní portál je pravoúhlý s obloukovou supraportou. Oblouk vjezdu zdobí bosáž. Všechna čtyři okna v přízemí čelní fasády jsou bez frontonů, šambrány jsou lemovány kapkami. Nad okny v patře se střídají obloukové a trojúhelníkové frontony. Pod okny je parapetní štuková výplň. Chodba v přízemí má valenou klenbu s lunetami, rovněž schodiště do patra je sklenuté valenou klenbou. Stropy v patře jsou na obvodové zdi napojené fabiony. V 19. století se budova upravovala.
Na zadní části parcely se nachází kaplanka rovněž ze začátku 18. století. Na parcelu děkanství navazují zbytky městského opevnění s torzem původně hrotité bašty.